# Фиалковски, Изабелла
Изабелла Фиалковски (фр. Isabelle Fijalkowski; в замужестве Турнебиз (фр. Tournebize); родилась 23 мая 1972 года в Клермон-Ферране, департамент Пюи-де-Дом, Франция) — французская баскетболистка, выступала в женской национальной баскетбольной ассоциации. Была выбрана на драфте ВНБА 1997 года на первом этапе элитного раунда под общим вторым номером командой «Кливленд Рокерс». Играла на позиции тяжёлого форварда и центровой. В 2011 году была включена в Зал славы баскетбола Франции, а в 2020 году в Зал славы ФИБА.

## Ранние годы
Изабелла Фиалковски родилась 23 мая 1972 года в городе Клермон-Ферран, столице департамента Пюи-де-Дом.